# Батюшко, Анна Евгеньевна
Анна Евгеньевна Батюшко (бел. Ганна Яўгенаўна Бацюшка; род. 24 октября 1981, Пинск, Брестская область) — белорусская тяжелоатлетка, выступавшая в весовой категории до 63 килограммов. Серебряный призёр Олимпийских игр и призёр чемпионатов мира и Европы. Заслуженный мастер спорта Республики Беларусь (2004)

## Биография
Анна Батюшко родилась 24 октября 1981 года в Пинске.

## Карьера
Первым тренером спортсменки был Борис Кухаренко. Закончила Витебское государственное училище олимпийского резерва
Анна Батюшко участвовала на чемпионате мира среди юниоров 2000 года в весовой категории до 58 килограммов. Она подняла 90 кг в рывке и 100 кг в толчке, заняв итоговое третье место. В том же году она участвовала на Олимпийских играх в Сиднее, где дебютировала женская тяжёлая атлетика. Батюшко сумела поднять 90 кг в рывке и 107,5 кг в толчке. Сумма 197,5 кг позволила финишировать Анне на восьмом месте.
Анна Батюшко выступала на юниорском чемпионате мира 2001 года, но была дисквалифицирована.
Её следующим международным стартом стал взрослый предолимпийский чемпионат мира в Ванкувере, где белорусская спортсменка заняла третье место. Она перешла в весовую категорию до 63 килограммов и подняла 113,5 в рывке и 127,5 кг в толчке. При этом в рывке она выиграла соревнования.
Батюшко вошла в состав сборной Белоруссии на Олимпийские игры 2004 года в Афинах. Выступая в категории до 63 кг, в рывке Батюшко побила мировой рекорд, подняв штангу весом 115 кг. В толчке она сумела поднять 127,5 кг и стала в итоге серебряным призёром Игр.
На чемпионате Европы 2006 года в Владыславове белорусская тяжелоатлетка выступала после травмы, но сумела завоевать серебро. На чемпионате Европы 2007 года в Страсбурге Анна Батюшко завоевала бронзовую медаль, уступив 28 килограммов победительнице Мелине Далузян из Армении.
На чемпионате мира 2007 года в Чиангмае Анна Батюшко стала лишь двенадцатой, перейдя в весовую категорию до 69 килограммов. Она подняла 103 и 115 кг в рывке и толчке, соответственно.
Батюшко участвовала на третьих для себя Олимпийских играх в Пекине в 2008 году в весовой категории до 69 килограммов и заняла пятое место, подняв 105 и 120 кг в рывке и толчке, соответственно.
На чемпионатах мира 2009 и 2010 годов Батюшко вновь участвовала в наиболее успешной для себя категории до 63 килограммов, но заняла лишь седьмое и десятое места, соответственно.
На чемпионате Европы 2011 года белорусская спортсменка не сумела завершить соревнования. На чемпионате мира в Париже она стала десятой в категории до 63 кг с результатом 224 кг.
На чемпионате Европы 2012 года Батюшко участвовала в категории до 69 килограммов и подняв 227 кг стала пятой. В следующем году она перешла в категорию до 63 кг, но не сумела завершить соревнования.
После окончания карьеры работает инструктором-методистом.